# Przybradz
Przybradz ist eine Ortschaft mit einem Schulzenamt der Gemeinde Wieprz im Powiat Wadowicki der Woiwodschaft Kleinpolen in Polen.

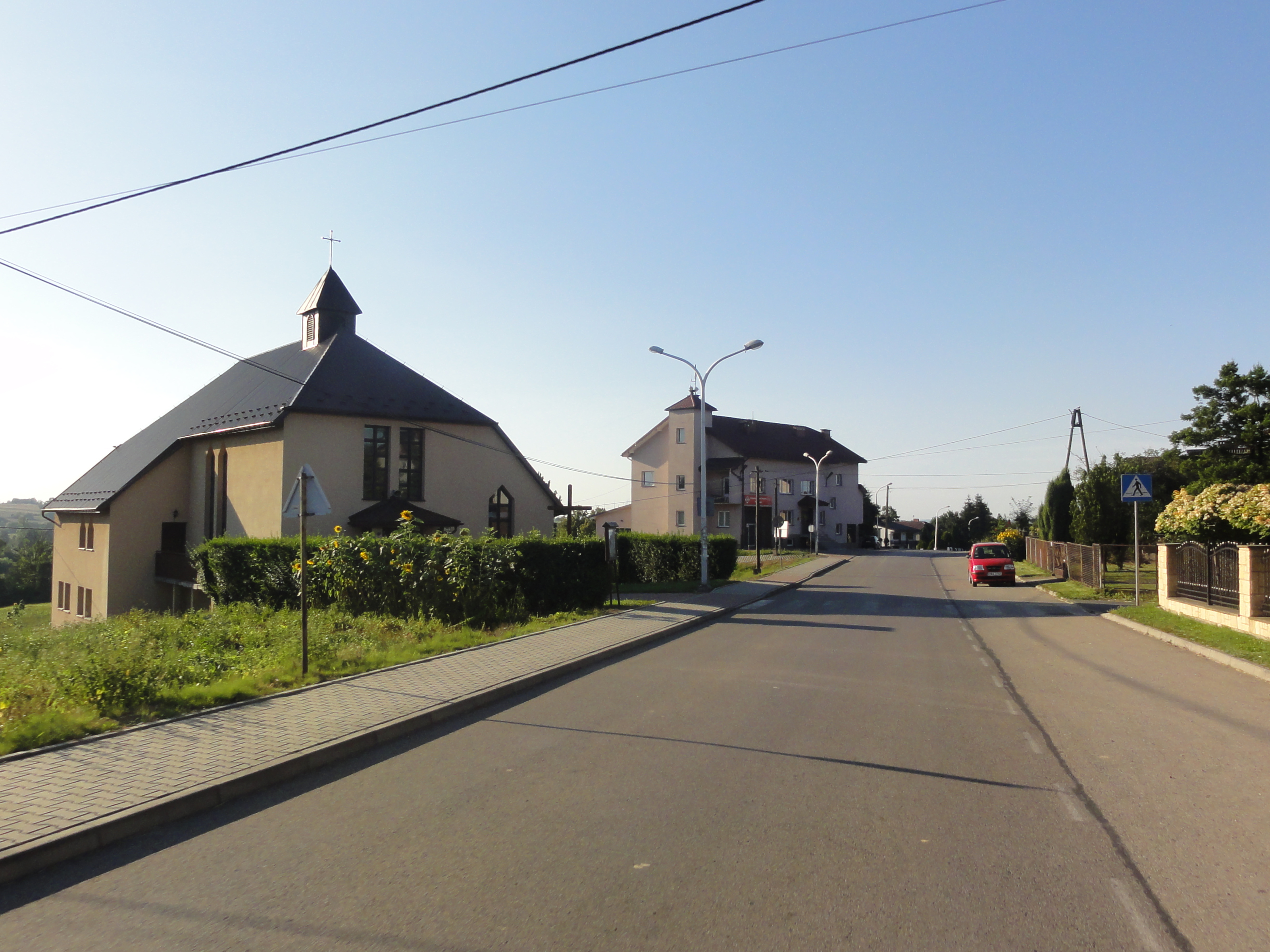
Dorfzentrum

## Geographie
Przybradz hat eine Fläche von 674 Hektar. Es liegt im Auschwitzer Becken (Kotlina Oświęcimska) an der Verbindung der Bäche Frydrychówka und Wieprzówka.
Nachbarorte sind Rudze und Graboszyce im Norden, Radocza im Südosten, Frydrychowice im Süden, sowie Gierałtowice im Westen.

## Geschichte
Der Ort könnte 1326 erstmals urkundlich als die Pfarrei villa Zebotonis im Peterspfennigregister im Dekanat Zator des Bistums Krakau erwähnt sein. Die Pfarrei, deren Name wahrscheinlich vom gleichen Personennamen wie im benachbarten Zygodowice (Schygod, Żegot, Zdzigod) abgeleitet war, ging in der Zeit der Hussitenkriege unter und der Ort wurde von Frydrychowice absorbiert. Der Neue Name wurde in den 1470er Jahren (Liber beneficiorum dioecesis Cracoviensis von Jan Długosz) als Priybiradz villa villa sub parochia ecclesiae de Fridrichowicze sita (in der Pfarrei Frydrychowice) erwähnt. Der besitzanzeigende Name ist vom Personennamen Przybyrad (1204: Pribirad) oder vom tschechischen Pribraz (Přiběrad) – 1550 wurde er in der tschechischen Schreibweise als Přibyraz erwähnt – abgeleitet. Örtlich wurde der Name als topographischer Herkunft (przy brodzie – bei der Furt [an der Wieprzówka]) erklärt.
Politisch gehörte das Dorf ursprünglich zum Herzogtum Auschwitz unter der Lehnsherrschaft des Königreichs Böhmen. Seit 1445 gehörte es zum Herzogtum Zator, dieses wurde im Jahr 1494 an den polnischen König verkauft. 1564 wurde Przybradz als Teil des neuen Kreises Schlesien der Woiwodschaft Krakau an das Königreich Polen, ab 1569 die polnisch-litauische Adelsrepublik, völlig inkorporiert.
Bei der Ersten Teilung Polens kam Przybradz 1772 zum neuen Königreich Galizien und Lodomerien des habsburgischen Kaiserreichs (ab 1804). Ab 1782 gehörte es dem Myslenicer Kreis (1819 mit dem Sitz in Wadowice). Nach der Aufhebung der Patrimonialherrschaften bildete es nach 1850 eine Gemeinde im Bezirk Wadowice, später im Bezirk Oświęcim.
1918, nach dem Ende des Ersten Weltkriegs und dem Zusammenbruch der k.u.k. Monarchie, kam Przybradz zu Polen. Unterbrochen wurde dies nur durch die Besetzung Polens durch die Wehrmacht im Zweiten Weltkrieg. Es gehörte dann zum Landkreis Bielitz im Regierungsbezirk Kattowitz in der Provinz Schlesien (seit 1941 Provinz Oberschlesien).
Von 1975 bis 1998 gehörte Przybradz zur Woiwodschaft Bielsko-Biała.